# هنتر هيل (لاعب كرة قاعدة)
هنتر هيل (بالإنجليزية: Hunter Hill)‏ هو لاعب كرة قاعدة أمريكي، ولد في 21 يونيو 1879 في أوستن في الولايات المتحدة، وتوفي بنفس المكان في 21 فبراير 1959.

## وصلات خارجية
- هنتر هيل على موقعبيزبول رفرنس.كوم (الدوري الرئيسي) (الإنجليزية)
- هنتر هيل على موقعبيزبول رفرنس.كوم (الدوري الثانوي) (الإنجليزية)